# Dorette Corbey
Dorette Corbey (n. 19 iulie 1957, Eindhoven, Țările de Jos) este un om politic neerlandez, membru al Parlamentului European în perioada 1999-2004 din partea Țărilor de Jos.
1. ↑  Deputații în Parlamentul European